# Yassıada
Yassıada (en griego, Πλάτη) es una de las nueve islas que conforman las Islas Príncipe del mar de Mármara, cerca de Estambul, Turquía. Yassıada es un barrio oficial del distrito de Adalar de la provincia de Estambul. Tiene una superficie de 0,05 km².

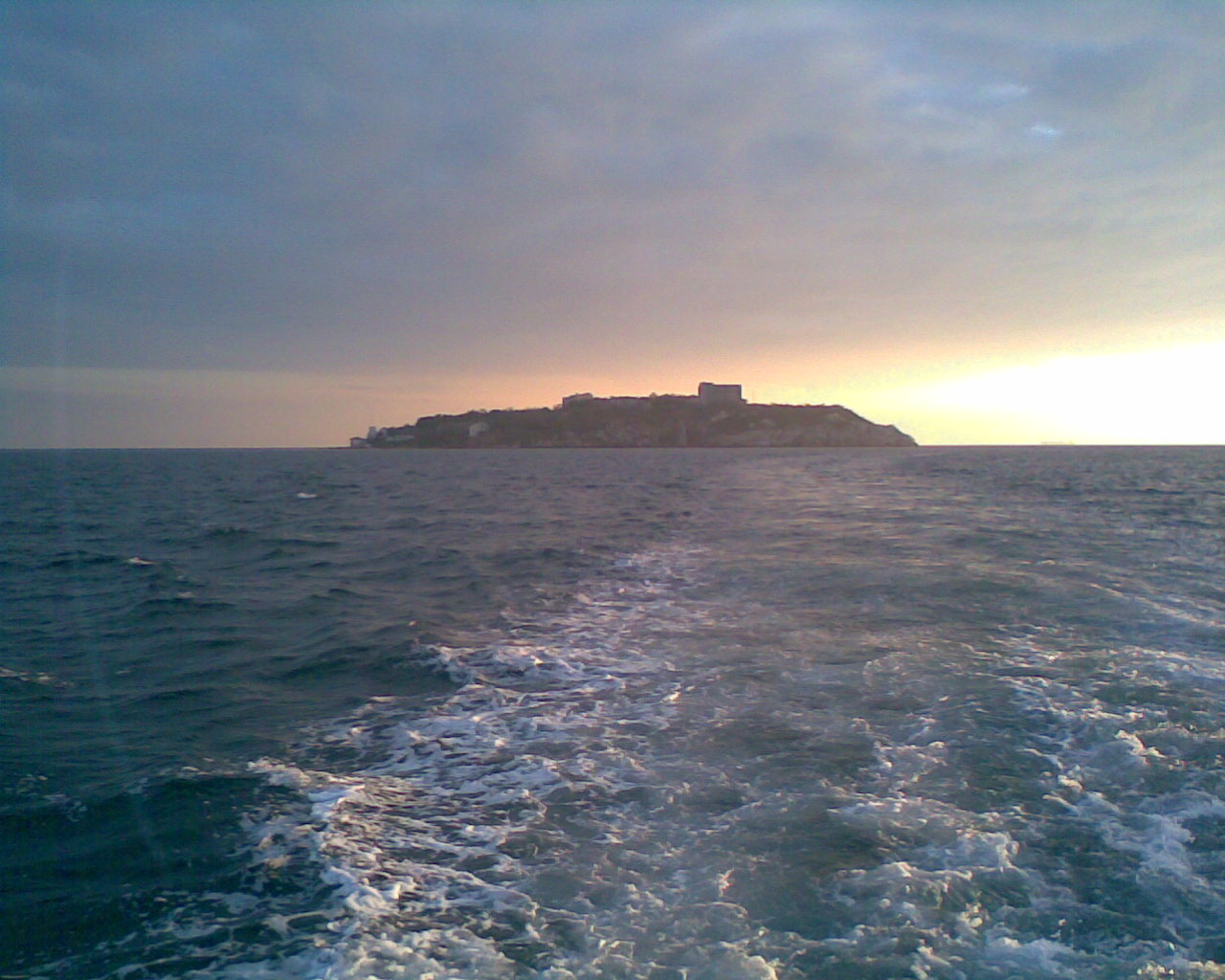
Vista de Yassıada.

## Historia
Durante el periodo bizantino, Yassıada fue el lugar de exilio de diferentes personalidades. Una de ellas fue el Patriarca Armenio Narses, quien fue recluido en la isla antes de ser encarcelado en Büyükada en el siglo IV. En el siglo XI, los bizantinos utilizaron la isla para encarcelar a prisioneros políticos; en la actualidad, se pueden visitar los restos de cuatro celdas subterráneas de aquella época. Además, construyeron un monasterio y una iglesia. Yassıada fue ocupada por los cruzados durante la Cuarta Cruzada en 1204.
En 1857, el embajador británico Henry Bulwer, hermano del escritor Edward Bulwer-Lytton, compró la isla y construyó una mansión y un edificio similar a un castillo donde vivir tranquilo. Henry Bulwer también organizó la producción agrícola en la isla para depender lo menos posible del exterior. Sin embargo, posteriormente vendió la isla al jedive otomano Ismail Pachá, quien no se preocupó por mantenerla.
Con el establecimiento de la República en 1923, la isla pasó a pertenecer al Estado turco, y en 1947, Yassıada fue cedida a la Marina.
Posteriormente, Yassıada fue testigo de los juicios de los miembros del Demokrat Parti tras el golpe de Estado de 1960. Quince de los acusados fueron condenados a muerte, y tres de ellos, incluido el ex primer ministro de Turquía, Adnan Menderes, fueron finalmente ejecutados. Tras los juicios, se devolvió Yassıada a la Marina Turca para formación y actividades navales hasta 1978.
En 1993, la isla pasó a pertenecer a la Universidad de Estambul, la cual desarrolló actividades de formación e investigación. Sin embargo, los fuertes vientos de la zona dificultaron las tareas y la Universidad trasladó el programa a otro lugar.
En la actualidad, la isla es el lugar elegido por numerosas escuelas de submarinismo.